# Port lotniczy Szawle
Port lotniczy Szawle (lit. Zoknių oro uostas, kod ICAO: EYSA, kod IATA SQQ) – port lotniczy zlokalizowany 7 kilometrów na południowy wschód od Szawli (Litwa).